# Хипкинс, Альфред Джеймс
Альфред Джеймс Хипкинс (англ. Alfred James Hipkins; 17 июня 1826, Вестминстер — 3 июня 1903, Кенсингтон) — английский музыковед и коллекционер.
В 1840 г. поступил на работу помощником настройщика в фирму производителей фортепиано «Джон Бродвуд и сыновья» и оставался сотрудником этой компании до конца жизни. Не получил профессионального музыкального образования, однако частным образом выступал как пианист, особенно на исторических инструментах, и оказал большое влияние на Арнольда Долмеча и других британских пионеров исторического исполнительства. Наибольший интерес вызывало исполнение Хипкинсом произведений Иоганна Себастьяна Баха и Фридерика Шопена; Хипкинс оставил рукописные заметки и воспоминания о выступлениях Шопена в Британии в 1848 году, изданные посмертно его дочерью под названием «Как играл Шопен» (англ. How Chopin played; 1937).
Признанный специалист по истории музыкальных инструментов, преимущественно клавишных. Опубликовал обзорный труд «Музыкальные инструменты: исторические, редкие и уникальные» (англ. Musical instruments: historic, rare and unique; 1888, переиздание 1921) и более специализированную работу «Описание и история пианофорте и других старинных струнных клавишных инструментов» (англ. Description and history of the pianoforte and of the older keyboard stringed instruments; 1896, 3-е издание 1929). Написал 134 статьи для первого издания Музыкального словаря Гроува. Богатая коллекция музыкальных инструментов, собранная Хипкинсом, отошла по завещанию Королевскому колледжу музыки.
Сын, Джон Хипкинс (1851—1933), родился глухонемым, но стал высокопрофессиональным гравером, автором иллюстраций к книге своего отца о клавишных инструментах. Дочь, Эдит, художница, автор известного портрета своего отца.
На Церкви Святой Маргариты в Вестминстере установлена мемориальная доска в память о Хипкинсе, оформленная по эскизу Альма-Тадемы.